# Penisola della Magdalena

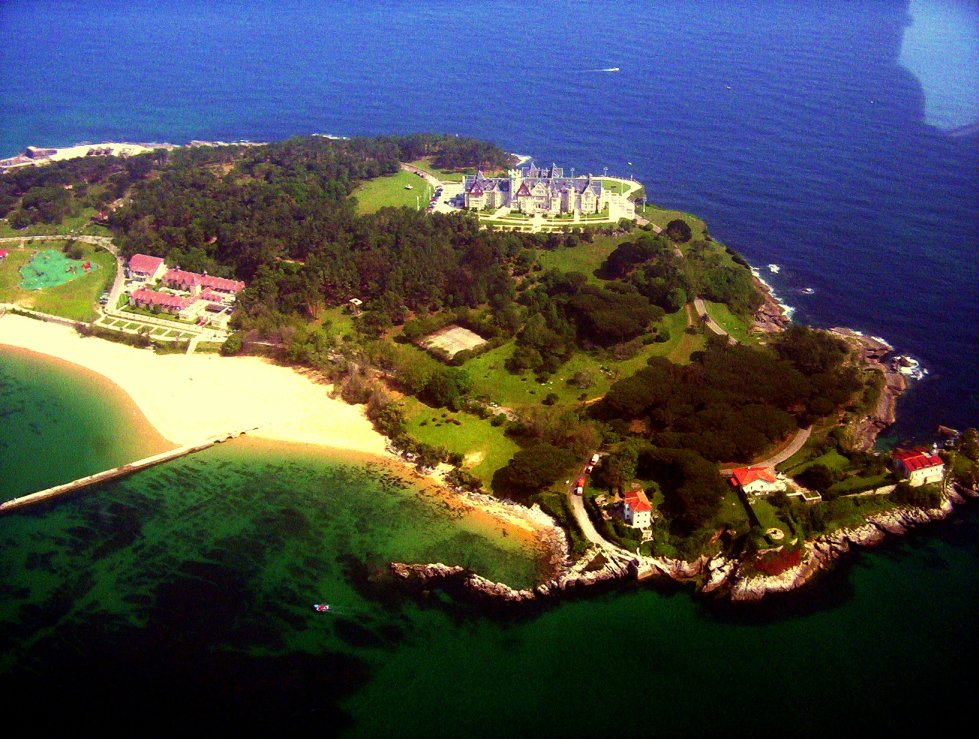
Veduta della penisola della Magdalena

La penisola della Magdalena è una penisola situata all'entrata della baia di Santander lungo la costa settentrionale della Spagna.
Su di essa sorge il celebre Palazzo della Magdalena, une delle residenze ufficiali dei re di Spagna.